# Радлер

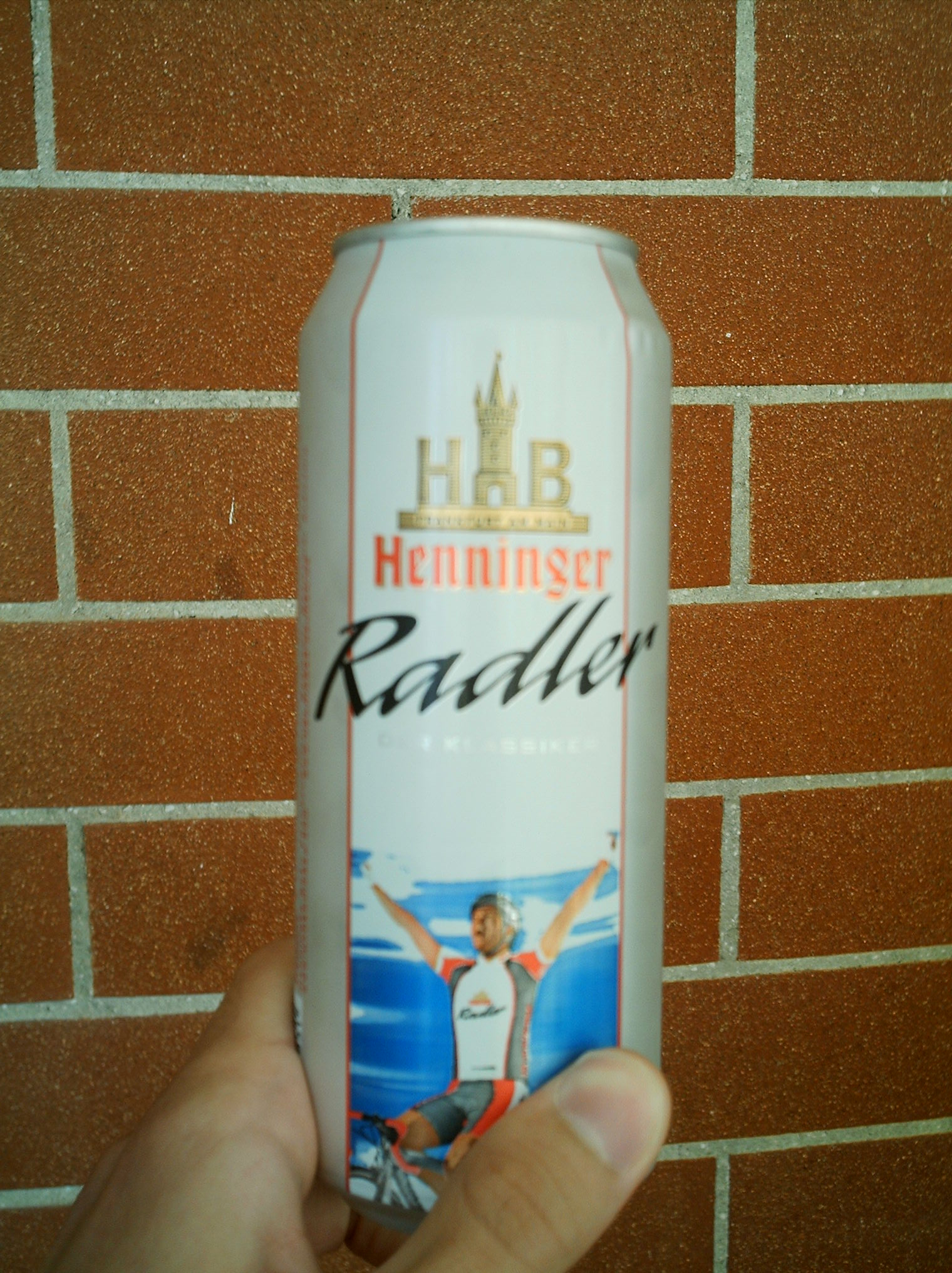
Бляшанка Henninger Radler.

Ра́длер (нім. Radler, букв. «велосипедист») — південнонімецький варіант слабоалкогольного напою, коктейль з пива та прохолоджувального безалкогольного напою, насамперед лимонаду. Пропорції можуть відрізнятися, однак здебільшого напої змішуються у рівних частинах, тож вміст алкоголю в такій суміші зазвичай знаходиться у діапазоні від 2,5 до 3,5 %.

## Історія
«Винахідником» напою зазвичай вважається Франц Куґлер, господар пивного ресторану «Kugler Alm» неподалік Мюнхена на початку 1920-х.
За найпопулярнішою версією Куґлер, маючи на меті популяризацію ресторану, проклав велосипедну доріжку, що йшла лісом від міста до його закладу. Задум виявився вдалим, і одного червнего суботнього дня 1922 року до закладу Куґлера завітало стільки любителів велосипедних прогулянок, що наявних в нього припасів пива було недостатньо аби задовольнити існуючий попит. Водночас у ресторані було багато лимонаду, напою який не користувався популярністю у тогочасної баварської публіки. Тож Куґлер запропонував своїм відвідувачам замість пива його суміш з лимонадом. Цей напій мав вгамовувати спрагу краще за пиво і водночас бути не таким п'янким, тож майже не впливати на здатність керувати велосипедом. Запропонований коктейль припав до душі гостям ресторану і невдовзі почав пропонуватися в інших пивних закладах Мюнхена.
Проте в літературі існують більш ранні згадки про «радлер», зокрема у виданому 1912 року романі німецької письменниці Лени Кріст «Спогади непотрібної», в якій вона описує події 1900 року й згадує про маси (літрові кухлі) радлера (нім. Radlermaß). Тож зараз вважається, що історія Куґлера була вигадана з рекламною метою, а появу радлера пов'язують з велосипедним клубом соціал-демократичної орієнтації кінця XIX століття. Видається дуже сумнівним, що колись вдасться назвати ім'я істинного винахідника цього напою.
Радлер набув швидкого поширення в Баварії, а з часом і в Північній Німеччині, де на нього спершу казали Radfahrerliter, а згодом — Alsterwasser. Оскільки 100 років тому в Баварії домінували темні сорти пива, перші радлери були сумішшю темного пива й світлого лимонаду. З часом смаки на пиво стали мінятися, й радлер вже взялися робити, використовуючи світлі сорти.
До 1993 року радлер виготовляли лише на місці — в шинку, оскільки чинний тоді «Закон про податок на пиво» забороняв виробництво готових мішаних напоїв з пивом. Після скасування цієї заборони на ринку швидко з'явився радлер в пляшках. Проте тут першою була не баварська, а гессенська фірма.
Сьогодні радлер разом з іншими мішаними напоями пропонує майже кожна велика броварна фірма Німеччини. За даними сайту «Bier und wir» у 1999 році в Баварії з 400 000 гл готового мішаного пива 75 % припадало саме на радлера. Сьогодні 30 % броварень Баварії займаються виготовленням мішаних пивних напоїв і насамперед радлера.

## Різновиди
Радлери можуть вироблятися як зі світлих, так й з темних сортів пива. Крім класичного лимонаду з лимонним смаком другим інгредієнтом коктейлю можуть бути інші газовані безалкогольні напої (спрайт, кола, лимонади з різноманітними фруктовими смаками).
Через те, що ідея змішування пива з лимонадом для отримання прохолоджувального напою з низьким вмістом алкоголю, доволі тривіальна, подібні коктейлі виникали незалежно у різних регіонах світу. Крім південнонімецького варіанту Радлер напій може називатися:
- Альстервассер (нім. Alsterwasser) у Північній Німеччині;
- Панаше (фр. Panaché) у Франції;
- Шенді (англ. Shandy) у Великій Британії та більшості англомовних країн;
- Бір-Мікс (англ. Beer-Mix) тощо.

## Приклади деяких німецьких марок радлера
- Altenburger Radler
- Bitburger Radler
- Hasseröder Radler
- Henninger Radler
- Krombacher Radler
- Sternburg Radler
- Warsteiner Premium Radler Zitrone